# Orthonevra robusta
Orthonevra robusta är en tvåvingeart som först beskrevs av Shannon 1916.  Orthonevra robusta ingår i släktet glansblomflugor, och familjen blomflugor.
Artens utbredningsområde är Kalifornien. Inga underarter finns listade i Catalogue of Life.